# Orel Hershiser
Orel Leonard Hershiser IV, Spitzname Bulldog, (* 16. September 1958 in Buffalo, New York) ist ein ehemaliger amerikanischer Baseballspieler auf der Position des Pitchers. Er spielte von 1983 bis 2000 in der Major League Baseball (MLB). Nach seiner aktiven Karriere war er als Kommentator für die Los Angeles Dodgers tätig.

## Werdegang
Nachdem Hershiser auf der Cherry Hill East High School und der Bowling Green State University Baseball gespielt hatte, wurde er in der 17. Runde des MLB Draft 1979 von den Los Angeles Dodgers gedraftet. Zunächst spielte Hershiser von 1979 bis 1982 in den Farmteams der Dodgers. Am 1. September 1983 machte er im Alter von 24 Jahren im Trikot der Dodgers sein Debüt in der MLB gegen die Montreal Expos. In dem Spiel pitchte Hershiser ein Inning und gab drei Runs ab. Das Spiel verloren die Dodgers mit 3 zu 8.
Während seiner aktiven Karriere wurde Hershiser dreimal in das All-Star-Team der National League (NL) gewählt. Hershisers erfolgreichste Saison war 1988, als er mit 59 aufeinanderfolgenden Innings ohne einen Run zuzulassen, den 20 Jahre alten Rekord von Don Drysdale brach. Er verhalf den Dodgers zum Gewinn der World Series 1988 und wurde zum Most Valuable Player der World Series ernannt. In dieser Saison gewann er ebenfalls den Cy Young Award und einen Gold Glove der National League. Später nahm er an zwei weiteren World Series teil.
Nach 12 Spielzeiten bei den Dodgers verbrachte Hershiser einige Zeit bei den Cleveland Indians, den San Francisco Giants und den New York Mets, bevor er für seine letzte Saison nach Los Angeles zurückkehrte und dort am 26. Juni 2000 gegen die San Diego Padres sein letztes Spiel als Profi bestritt. In dem Spiel pitchte Hershiser 1 2⁄3 Innings und ließ acht Runs zu. Das Spiel verloren die Dodgers mit 5 zu 9. Nachdem er seine Karriere als Spieler beendet hatte, arbeitete er kurz als Trainer und Teamleiter für die Texas Rangers, bevor er als Kommentator für ESPN und später für die Dodgers tätig war.